# Nekropole von Filigosa

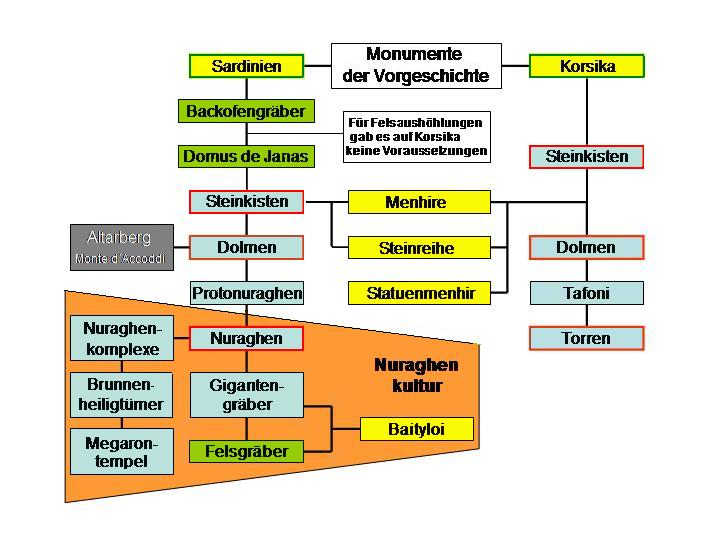
Typen sardisch-korsischer Monumente

Die Nekropole von Filigosa liegt am nördlichen Stadtrand von Macomer in der Provinz Nuoro auf Sardinien. Sie war nicht namengebend für eine der Kulturen von Abealzu-Filigosa. Die Nekropole besteht aus vier Domus de Janas, die mit etwa 10 m langen Dromoi in den Tuffhang unterhalb der Nuraghe Ruju (auch Ruggiu) geschlagen wurden. 
Hier fanden sich 1965 bei der Ausgrabung durch E. Contu in Felsgräbern, die ansonsten von der Ozieri-Kultur (ab 3500 v. Chr.) angelegt wurden, die Spuren der kupferzeitlichen Filigosa-Kultur, die auf 2900 bis 2700 v. Chr. datiert wird. Eine zweite Ausgrabung, durchgeführt von Alba Foschi, erfolgte in den 1980er Jahren. Die aus einfacher, selten verzierter Keramik und nahezu ausschließlich exkarnierten Knochen und bestehenden Funde der Nekropole haben einen Beitrag zum Verständnis der kurzen Übergangsphase in der sardischen Vorgeschichte geleistet. 

## Beschreibung
Drei Anlagen liegen parallel am mittleren Hang, während die vierte etwas oberhalb liegt. Die großen Kammern haben frontal Zugänge zu zwei (Grab III) bis acht (Grab I) Nebenkammern. Auf dem Boden, zentral gelegen, gibt es einen erhöhten Ring (von 0,97 m Durchmesser), der eine Feuerstelle markiert. An der Rückwand liegen in der Regel zwei Zugänge zu den Nebenkammern. 

Nekropole von Filigosa
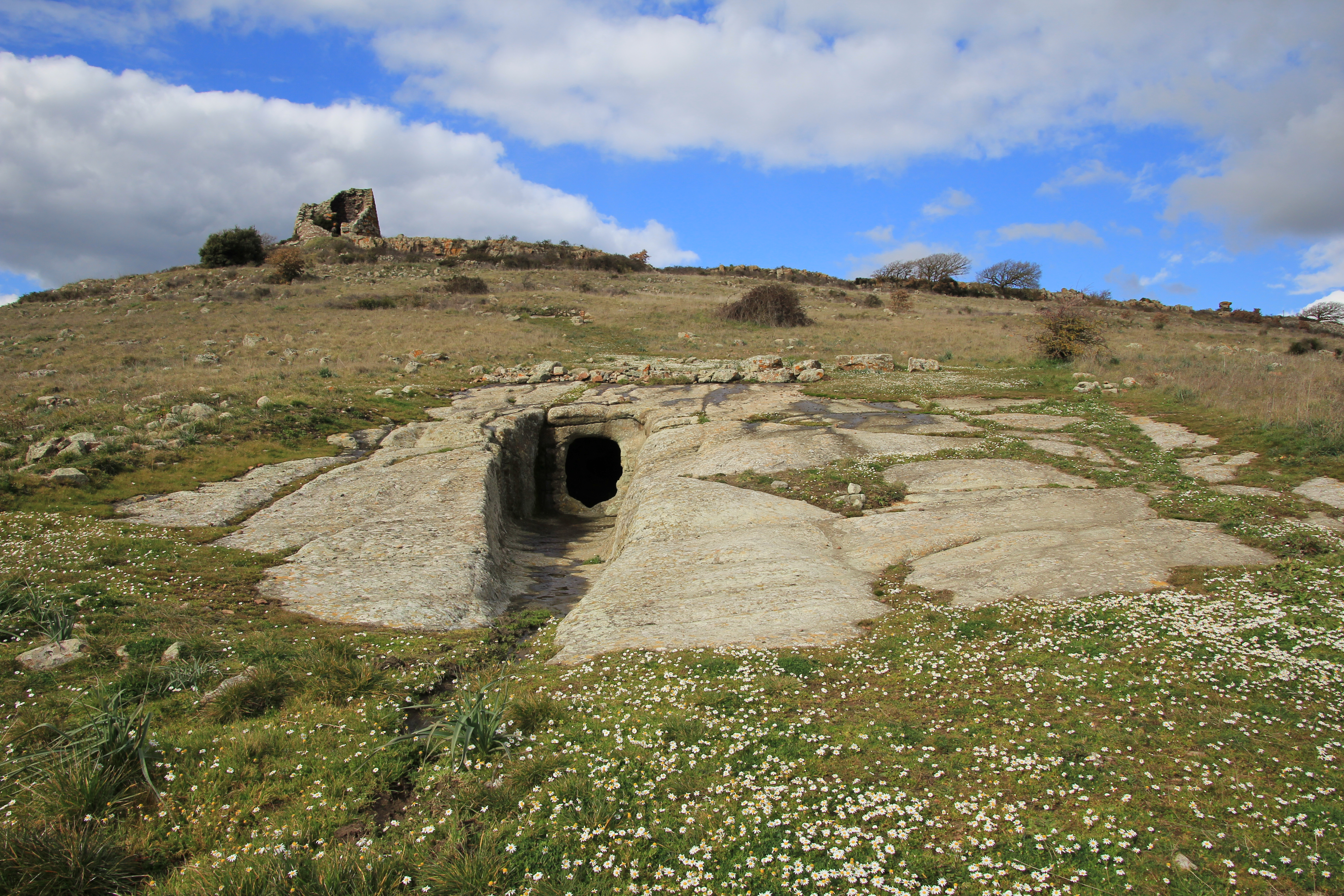
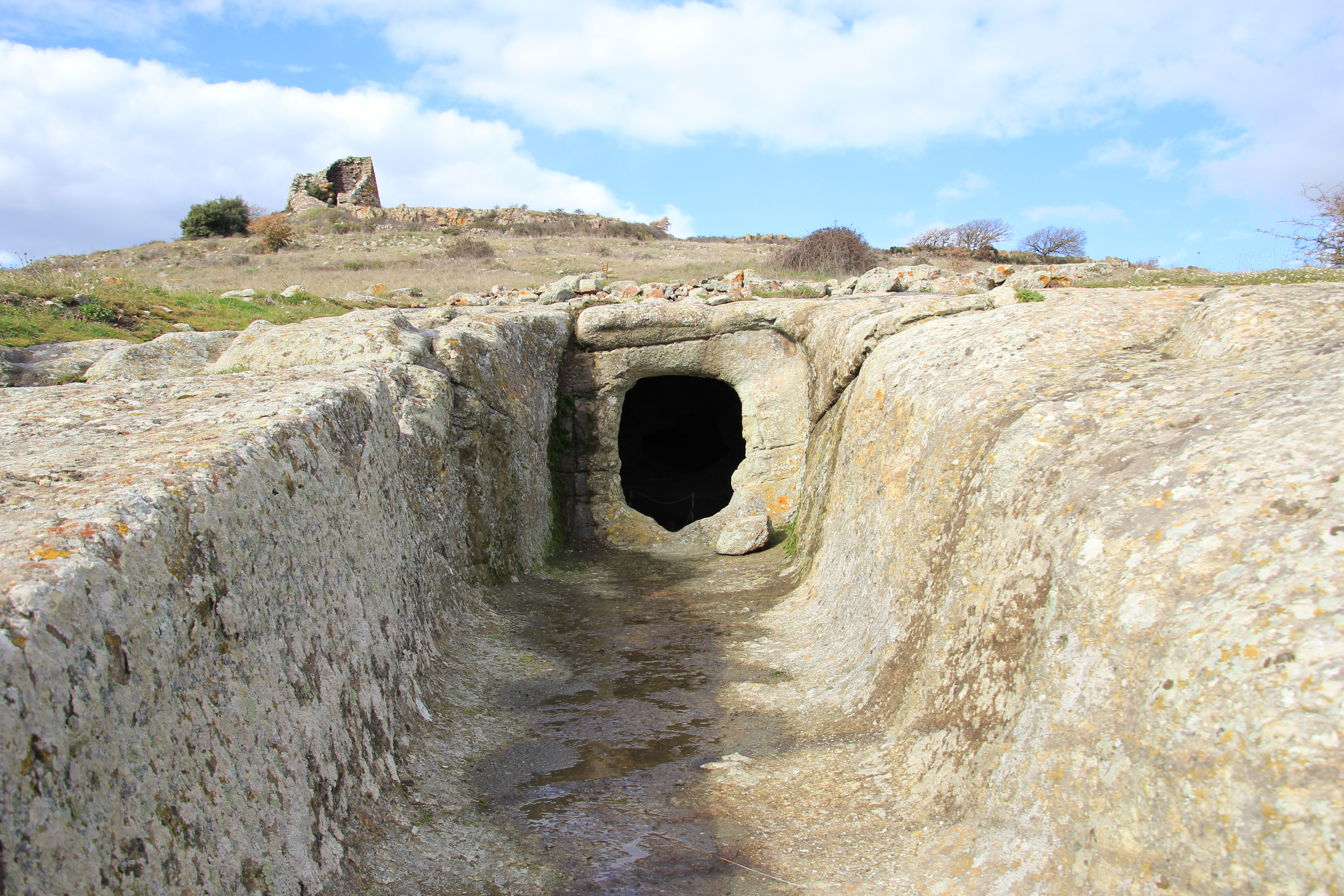
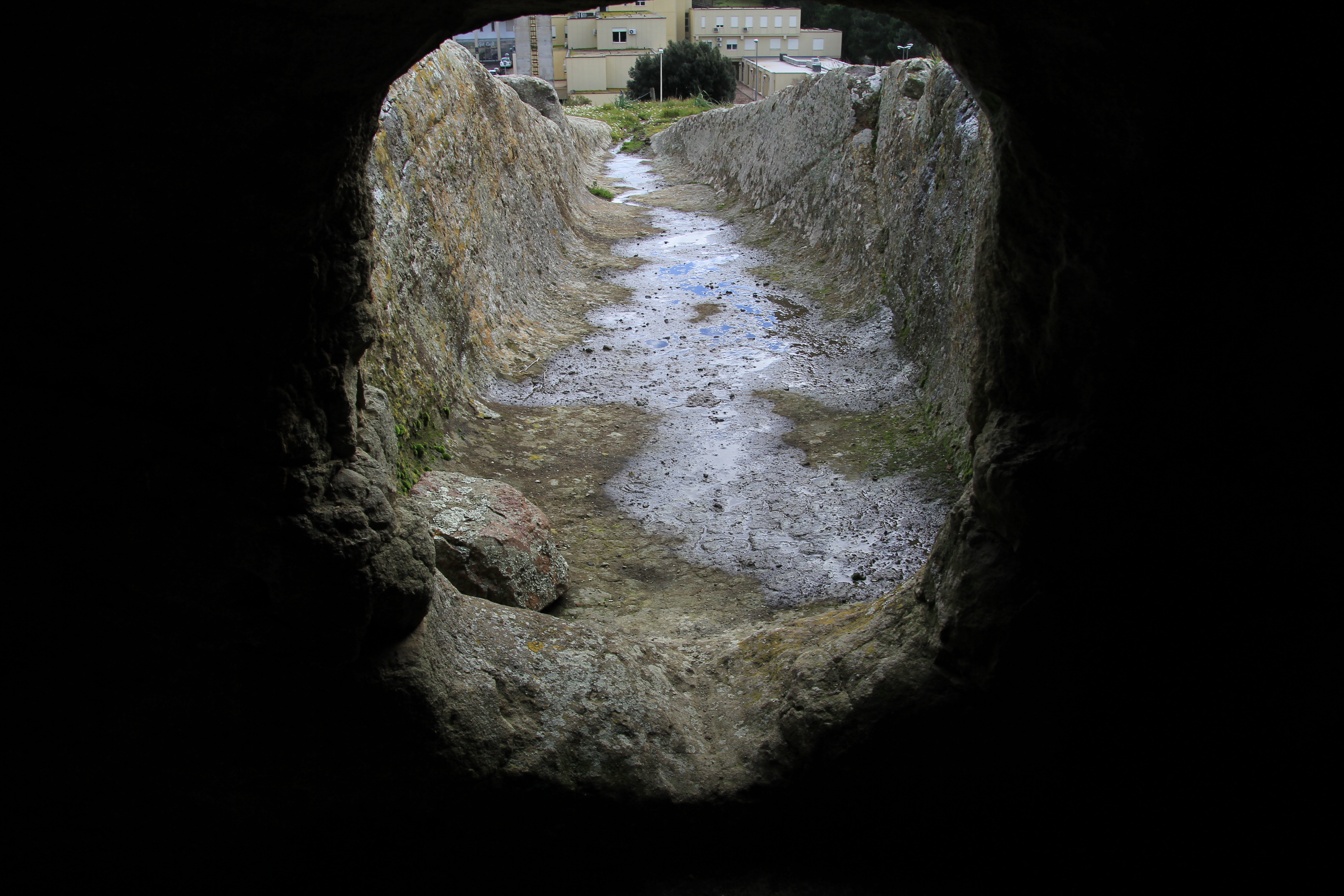
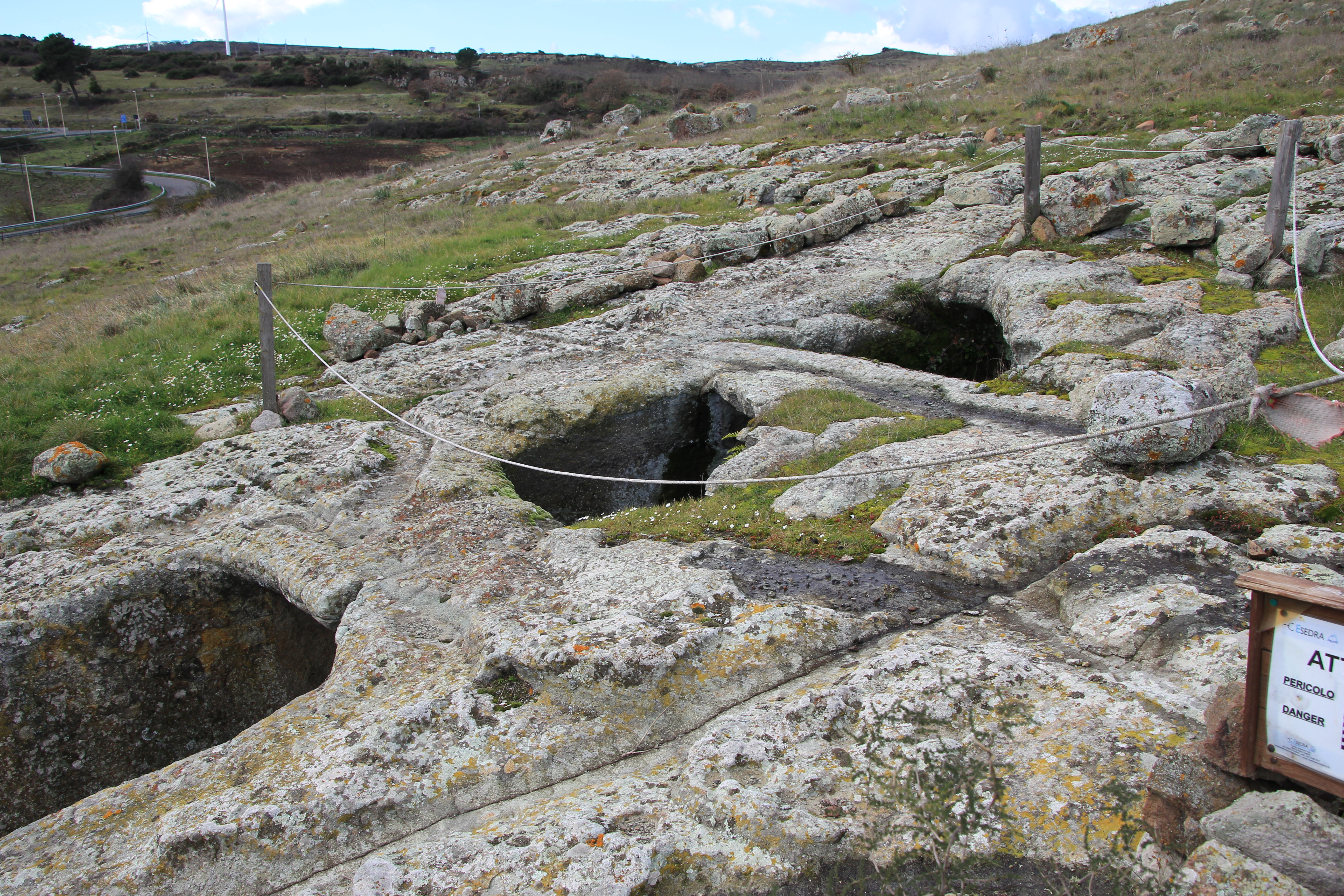

## Nuraghe Ruju
Die zur Hälfte eingestürzte, gleichsam halbierte Nuraghe Ruggiu (oder Ruju) zeigt die Kraggewölbekonstruktion wie an einem Aufrissmodell, wodurch man einen Einblick in den Bau der Tholos erhält.